# Bitches Brew
Bitches Brew je název hudebního alba, které nahrál v roce 1969 americký jazzový trumpetista Miles Davis. Album bylo vydáno až rok po vzniku nahrávky. Bylo nahráno za pouhé dva dny a to bezprostředně po hudebním festivalu v americkém Woodstocku. Na albu se objevují převážně elektrické nástroje jako je elektrické piano a elektrická kytara. Rytmika je tu spíše rocková než jazzová.

## Seznam skladeb
Všechny skladby napsal Miles Davis (vyjma těch, u kterých je uveden jiný autor)

### První strana
1. Pharaoh's Dance (Joe Zawinul) – 20:06

### Druhá strana
1. Bitches Brew – 27:00

### Strana tři
1. Spanish Key – 17:34
2. John McLaughlin – 4:26

### Strana čtyři
1. Miles Runs the Voodoo Down – 14:04
2. Sanctuary (Wayne Shorter) – 11:01

Verze na CD navíc obsahuje bonusovou skladbu Feio (Shorter) – 11:51

## Nástrojové obsazení
- Miles Davis – trumpeta
- Wayne Shorter – sopránsaxofon
- Bennie Maupin – basklarinet
- Chick Corea – elektrické piano
- Larry Young – elektrické piano
- Joe Zawinul – elektrické piano
- John McLaughlin – kytara
- Dave Holland – kontrabas
- Harvey Brooks – baskytara
- Lenny White – bicí
- Billy Cobham – bicí
- Jack DeJohnette – bicí
- Don Alias – konga, bicí
- Juma Santos – konga
- Airto Moreira – perkuse